# 1737

## Родени
- 15 юли – Луиза Френска, френска благородничка
- 9 септември – Луиджи Галвани, италиански лекар и физик
- 21 октомври – Мари-Луиз О`Мърфи, френска благородничка